# Istituto Nazionale Neurologico Carlo Besta
L'Istituto Nazionale Neurologico Carlo Besta è un IRCCS di Milano specializzato in neurologia.

## Storia
Venne istituito nel 1915 dal neurologo Carlo Besta come Centro nevrologico chirurgico col fine di assistere gli invalidi di guerra che avevano subito danni a livello nervoso. Aveva originariamente sede all'Ospedale Militare della Guastalla e venne elevato ad ente assistenziale nel 1918, al termine della guerra.
Nel 1922 venne trasferito nell'area di Viale Zara in una residenza signorile appartenuta ad Ercole Marelli e divenne sede della cattedra di Clinica delle malattie nervose e mentali dell'Università degli Studi di Milano nel 1924, mantenuta dal Besta fino alla morte avvenuta nel 1940.
Nel 1930 venne deliberato il trasferimento nell'odierna sede di Via Celoria, in Città Studi, in un edificio che venne dedicato a Vittorio Emanuele III, che divenne effettivo nel 1932.
Durante la seconda guerra mondiale l'istituto venne trasferito a Vaprio d'Adda mantenendo nella sede milanese, danneggiata durante la guerra, un servizio ambulatoriale. La sede, danneggiata, venne ampiamente ricostruita nel dopoguerra. Negli anni '60 vennero, grazie a donazioni private, costruiti i nuovi padiglioni di radioneurologia e di neurologia infantile, rendendo il centro tra i più avanzati in Europa nella cura delle malattie neurologiche. L'espansione andò avanti fino agli anni '70, mentre nel 2005, per poter garantire lo sviluppo dell'istituto, viene deliberata la costruzione di una nuova sede nel quartiere Bicocca.